# Univers biocentrique
L'Univers biocentrique (du grec : βίος, bios, « vie »), aussi connu sous le nom de biocentrisme, est un concept proposé en 2007 par le docteur américain Robert Lanza, scientifique dans le domaine de la médecine et de la biologie régénérative,,. Il voit la biologie comme la science centrale qui régirait l'univers et conçoit la compréhension des autres sciences comme dépendante d'une compréhension plus profonde de la biologie.
Le biocentrisme stipule que la vie et la biologie sont au cœur de l'être, de la réalité et du cosmos et que la conscience créerait l'univers plutôt que l’inverse. L'auteur affirme que les théories actuelles du monde physique ne fonctionnent pas et ne pourront jamais être mises en œuvre tant qu’elles ne prendront pas pleinement en compte la présence de la vie et de la conscience. Comme la physique est considérée comme fondamentale à l’étude de l’univers et la chimie fondamentale à l’étude de la vie, le biocentrisme prétend que les scientifiques devront placer la biologie avant toutes les autres sciences afin de produire une théorie du tout.
Les critiques se sont demandé si cette théorie était falsifiable ou non. Robert Lanza a affirmé que les expérimentations futures, telles que la superposition quantique à plus grande échelle, pourra infirmer ou non la théorie.

## Hypothèse
Le biocentrisme a été proposé pour la première fois dans un article de Robert Lanza publié dans la revue The American Scholar (en) datant de 2007 et dont le but était de montrer comment la biologie pouvait s'appuyer sur la physique quantique. Deux ans plus tard, Lanza publie un livre en compagnie de l'astronome et auteur Bob Berman intitulé Biocentrism: How Life and Consciousness Are the Keys to Understanding the True Nature of the Universe (Biocentrisme, comment la vie et la conscience sont les clés pour comprendre la vraie nature de l'Univers) développant les idées que Lanza avait présenté dans son essai pour The American Scholar.
Le biocentrisme avance que la primauté de la conscience apparaît dans les œuvres de Descartes, Kant, Leibniz, Berkeley, Schopenhauer, et Bergson. Ceci supportant l'argument central que ce que l'on appelle espace et temps sont des formes issues de la perception sensorielle animale, plutôt que des objets physiques externes. Lanza avance que le biocentrisme permet de mieux appréhender plusieurs puzzles majeurs de la science comme le principe d'incertitude de Heisenberg, l'expérience du dispositif à double fentes de Young, et de l'ajustement fin des forces, constantes et lois qui forment l'univers tel qu'on le perçoit. D'après Robert Lanza et Bob Berman, “le biocentrisme offre une façon plus prometteuse de rassembler toutes les branches de la physique, comme les scientifiques essaient de le faire depuis Einstein et l'échec de sa théorie du champ unifié il y a huit décennies”.
Sept principes forment le cœur du biocentrisme. Le premier principe du biocentrisme est basé sur la prémisse que ce que l'on observe est dépendant de l'observateur, et dit que ce que l'on perçoit comme réalité est en fait “un processus qui implique notre conscience". Les deuxième et troisième principes disent respectivement que “nos perceptions externes et internes sont interconnectées” et que le comportement des particules “est indissociable de la présence d'un observateur”.  Le quatrième principe suggère que la conscience existe obligatoirement et que sans elle “la matière reste dans un état de probabilité indéterminé.  Le cinquième principe concerne la structure de l'univers lui-même, et fait remarquer que les lois, forces, et constantes de l'univers semblent être finement ajustées pour la vie.  Et enfin, les sixième et septième principes annoncent que l'espace et le temps ne sont pas des objets ou des choses, mais plutôt des outils liés à notre compréhension animale.  Lanza dit que nous portons l'espace et le temps en nous « comme les tortues et leurs carapaces. »
Robert Lanza a dit qu'il comptait publier des articles portant sur certains points de sa théorie dans des revues scientifiques à comité de lecture.

### Synopsis du livreBiocentrismde Lanza et Berman
D'après le livre de Lanza, le biocentrisme suggère que la vie n'est pas un produit accidentel de la physique, mais plutôt un élément-clé pour notre compréhension de l'univers. Le biocentrisme affirme qu'il n'y a aucun univers externe indépendant en dehors de l'existence biologique. L'un des arguments appuyant cette déclaration est qu'il y a plus de 200 paramètres physiques au sein de l'univers, paramètres si exacts qu'il semble plus probable que ceux-ci sont de telle manière à permettre l'existence de la vie et de la conscience, plutôt qu'ils soient apparus de manière aléatoire. La théorie du biocentrisme affirme que permettre à l'observateur d'entrer dans l'équation ouvre de nouvelle voie pour comprendre la cognition. De cette manière, le biocentrisme souhaite offrir une manière d'unifier les lois de l'univers.

## Accueil
La théorie du biocentrisme a reçu un accueil mitigé. Le médecin, lauréat du prix Nobel E. Donnall Thomas a dit du biocentrisme:

« Aucun bref énoncé ne peut rendre justice à un tel travail académique. Ce travail est un examen académique de la science et de la philosophie, il met la biologie dans le rôle central pour unifier l'ensemble. »

Cependant, certains physiciens ont commenté que la théorie telle qu'elle est présentée actuellement ne permettait aucune prédiction testable. Le physicien Lawrence Krauss en a dit:

« Cela pourrait constituer une philosophie intéressante, mais ce n'est pas, à première vue, comme si cela pouvait changer quoi que ce soit à la science. »

Daniel Dennett a dit qu'il ne croyait pas que cette idée satisfaisait les critères nécessaires pour établir une théorie en philosophie. Dans le journal USA Today Online, le physicien et écrivain scientifique David Lindley (en) invoque que le concept de Lanza est une « métaphore vague et inarticulée » et dit:

« Je ne vois vraiment pas comment penser de sa manière pourrait conduire à de nouvelles réflexions scientifique ou philosophique quelles qu’elles soient. Tout ça c'est bien sympa, je dirais à Lanza, mais maintenant on fait quoi? J'ai [aussi] quelques problèmes avec ses opinions sur la physique. »

Stephen P. Smith a rédigé une critique du livre, indiquant que ce que Lanza décrit est en fait une sorte d'idéalisme. Smith a trouvé que les dires de Lanza selon lequel le temps était une illusion était infondée puisque la prémisse était que le concept de temps n'était pas encore parfaitement compris. Il conclut que, bien qu'il manque de rigueur scientifique et philosophique:

« Lanza a un style familier qui est typique des bons livres populaires et son livre peut être compris même par des personnes non expertes. »

La figure du New Age Deepak Chopra affirme que « les réflexions de Lanza sur la nature de la conscience [sont] originales et excitantes » et que « sa théorie du biocentrisme est cohérente avec les plus anciennes traditions du monde qui disent que la conscience conçoit, gouverne et devient le monde physique. C'est la base de notre être dans laquelle la réalité subjective aussi bien qu'objective vient à l'existence ». Jacquelynn Baas, directrice émérite du musée d'art de Berkeley (Université de Californie), écrit que l'un des défis majeurs confrontant les temps modernes est de savoir si « toutes les questions peuvent être répondues par les moyens de la méthode scientifique de l'observation et de la mesure ». Elle cite le livre de Lanza, disant qu'il jette cette perspective dans l'ombre du doute.